# Euryproctus plantator
Euryproctus plantator là một loài tò vò trong họ Ichneumonidae.